# Sayuri Ichiishi
Sayuri Ichiishi (一石小百合?, Ichiishi Sayuri; Prefettura di Kanagawa, 1º gennaio 1964) è un'animatrice giapponese.
Character designer per la Oriental Light and Magic, ha lavorato insieme a Ken Sugimori per l'anime Pokémon e i film di Pokémon. È l'illustratrice di una carta promozionale per il Pokémon Trading Card Game raffigurante i fratelli Pichu.
Ha inoltre collaborato alla serie anime Agatha Christie no meitantei Poirot to Marple.